# Angraecum affine
Angraecum affine är en orkidéart som beskrevs av Rudolf Schlechter. 
Angraecum affine ingår i släktet Angraecum och familjen orkidéer. Inga underarter finns listade i Catalogue of Life.